# Daniela Hodrová
Daniela Hodrová, née à Prague (Tchécoslovaquie) le 5 juillet 1946 et morte le 30 août 2024, est une romancière et critique littéraire, tchécoslovaque puis tchèque.

## Biographie
Daniela Hodrová travaille d'abord comme metteur en scène assistante au théâtre Jiří-Wolker. Elle entre à l'université de philosophie et étudie les littératures tchèque et russe, puis française, et se spécialise en littérature comparée. Elle traduit des œuvres de littérature slave pour les éditions Odeon entre 1972 et 1975. Elle enseigne depuis 1975, et depuis 1992, elle est directrice de recherche à l'Institut de recherches littéraires de l'Académie des sciences tchèques. Elle a écrit plusieurs articles de théorie du roman et sur l'esprit du lieu en littérature ou « topologie littéraire. » En tant qu'écrivain, elle a publié de nombreux romans, dont la trilogie Cité dolente.

### Mort
Daniela Hodrová meurt le 30 août 2024 à l’âge de 78 ans.

## Œuvres
- Prague, visite privée (Město vidím…, 1992), éditions du Chêne "Visite privée", 1991.

### TrilogieCité dolente (Trýznivé město)
- Le Royaume d’Olšany (Podobojí [Sous les deux espèces], 1991), Robert Laffont "Pavillons Domaine de l'Est", 1992.
- Les Chrysalides. Tableaux vivants (Kukly, 1991), Robert Laffont "Pavillons Domaine de l'Est", 1995.
- Thêta (Théta, 1992), Robert Laffont, "Pavillons Domaine de l'Est", 1999.